# تيمورلو (أذر شهر)
تيمورلو هي مدينة في مقاطعة أذر شهر، إيران. عدد سكان هذه المدينة هو 5,375 في سنة 2016.